# Hans Weber
Johann "Hans" Weber (8 de septiembre de 1934 - 10 de febrero de 1965) fue un futbolista suizo que jugó para Suiza en la Copa Mundial de la FIFA de 1962. Jugó 13 temporadas con el Fútbol Club Basilea y dos temporadas con el Lausanne-Sport.

## Carrera futbolística
Weber jugó su fútbol juvenil para el Basilea. En la temporada 1949-50 fue fichado por el primer equipo. Debutó con el primer equipo el 24 de septiembre de 1950, en un partido fuera de casa en el Stade des Charmilles de Ginebra contra el Servette. Anotó sus dos primeros goles para el club solo una semana después, el 1 de octubre de 1950, en el partido en casa contra La Chaux-de-Fonds, cuando el Basilea ganó con el marcador final 4-1. En la temporada 1952-53, Weber formó parte del equipo ganador del campeonato.
Para la temporada 1955-56 Weber fue transferido al Lausanne-Sport. Jugó aquí durante dos temporadas y en 48 partidos de la liga nacional anotó dos goles.
Weber regresó a Basilea para la temporada 1957-58. En el partido de la Copa de Suiza del 2 de noviembre de 1957 contra el FC Olten, Weber anotó cinco goles durante la segunda mitad del partido cuando el Basilea ganó 8-0. El Wankdorfstadion acogió la final de la Copa de Suiza el 15 de abril de 1963 y el Basilea jugó contra el favorito Grasshopper Club. Dos goles después del descanso, uno de Heinz Blumer y el segundo de Otto Ludwig dieron al Basilea una victoria por 2-0. Weber era miembro del equipo ese día.  El 26 de diciembre de 1964, el FCB jugó contra el Grasshoppers Zürich en los cuartos de final de la Copa de Suiza. Decidieron el partido 3-1 para ellos mismos en tiempo extra. Este iba a ser el último partido para el popular capitán del Basler, Weber, ya que solo siete semanas después murió de cáncer.
Entre su primer partido en septiembre de 1950 y el último en diciembre de 1964, disputó 380 partidos con el Basilea, marcando 68 goles. 245 de estos partidos fueron en la Nationalliga A, 27 en la Copa de Suiza, 8 fueron partidos de la Copa de Europa y 99 fueron partidos amistosos. Marcó 33 goles en la liga nacional, 13 en la Copa de Suiza, 2 en la Copa de los Alpes y los otros 20 se marcaron durante los partidos de prueba.

## Carrera internacional
Entre 1956 y 1965 Weber jugó para la Selección de fútbol de Suiza. El equipo suizo se clasificó para la Copa Mundial de la FIFA de 1962. Weber jugó en los tres partidos, pero cada uno terminó en derrota. En total, Weber jugó en 24 partidos internacionales y anotó un gol.

## Honores y títulos
Basel
- Campeón de la Superliga de Suiza: 1952-53
- Campeón de la Copa de Suiza: 1963